# Festiwal Muzyczny „Ku Przestrodze”
Festiwal Muzyczny „Ku Przestrodze” (do 2008 Tyski Festiwal Muzyczny Ryśka Riedla „Ku Przestrodze”, do 2014 Festiwal Muzyczny im. Ryśka Riedla „Ku Przestrodze”) – polski festiwal muzyczny odbywający się od 1999 r. do 2008 r. w Tychach na terenie Ośrodka Wypoczynkowego Paprocany, a w latach 2009–2014 w Chorzowie na terenie Pól Marsowych w WPKiW.  Festiwal od początku jego istnienia, czyli od 1999 roku, odwiedzał Marek Kotański, założyciel Monaru.

## Kontrowersje odnośnie do patrona Festiwalu
Do 2014 roku festiwal nosił imię Ryśka Riedla – legendarnego frontmana zespołu Dżem. Na początku 2015 roku do organizatorów festiwalu wpłynęło pismo Karoliny Riedel, córki zmarłego wokalisty, w którym wezwała ona do „natychmiastowego zaprzestania działań bezprawnie naruszających dobra osobiste w postaci kultu pamięci jej zmarłego ojca” poprzez „wykorzystywanie imienia i nazwiska Ryszarda Riedla oraz jego wizerunku i wszelkich innych działań nawiązujących do osoby Ryszarda Riedla przy okazji festiwalu Ku przestrodze – Festiwal im. Ryśka Riedla”. Stanowisko siostry podzielił Sebastian Riedel we wspólnym stanowisku z dnia 8 kwietnia 2015 roku. Wobec powyższego organizator festiwalu Adam Antosiewicz zmienił nazwę wydarzenia na Festiwal Muzyczny „Ku Przestrodze”, a w czerwcu 2015 roku poinformował o odwołaniu jego kolejnej edycji.

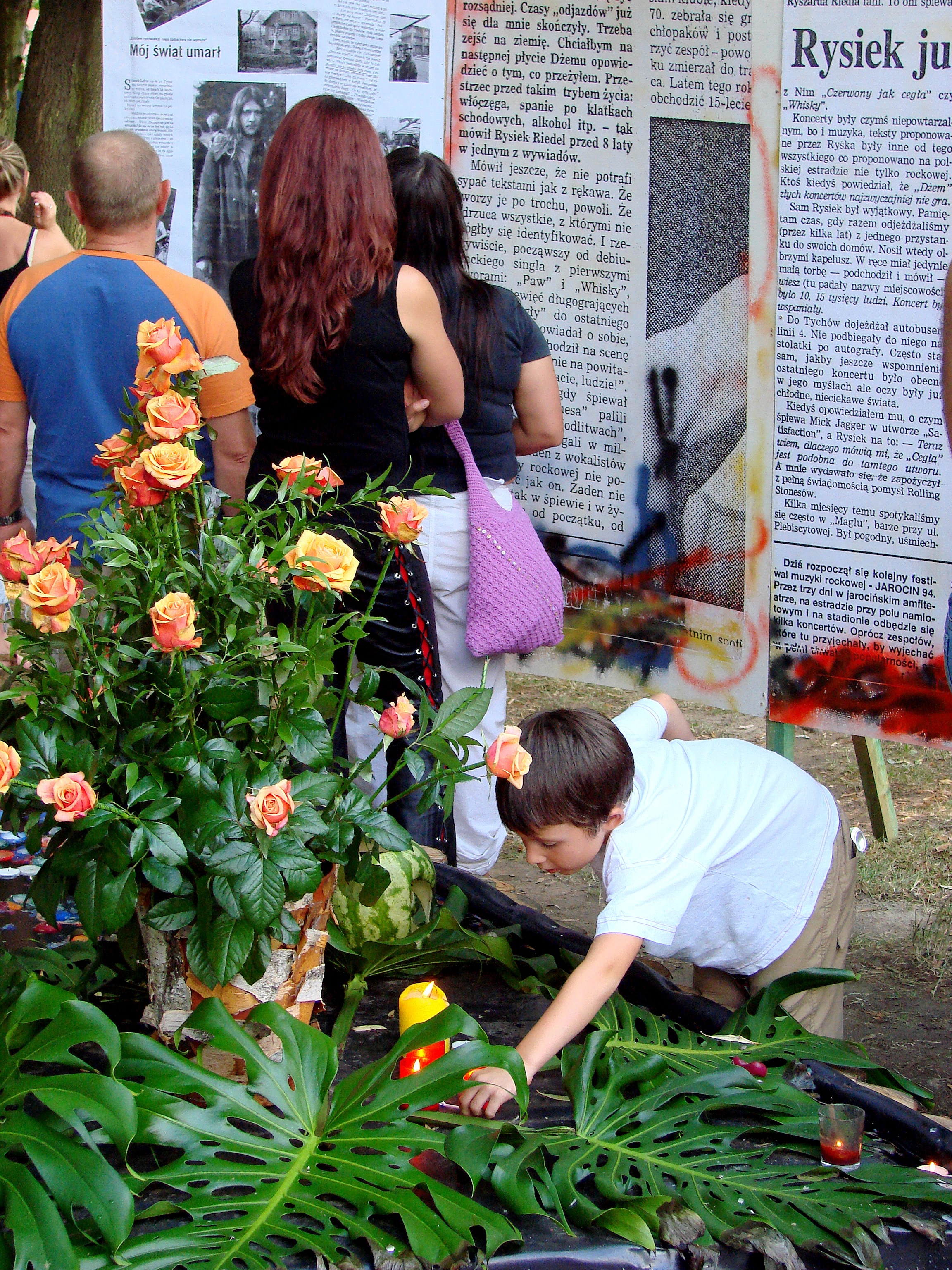
Festiwal Ryśka

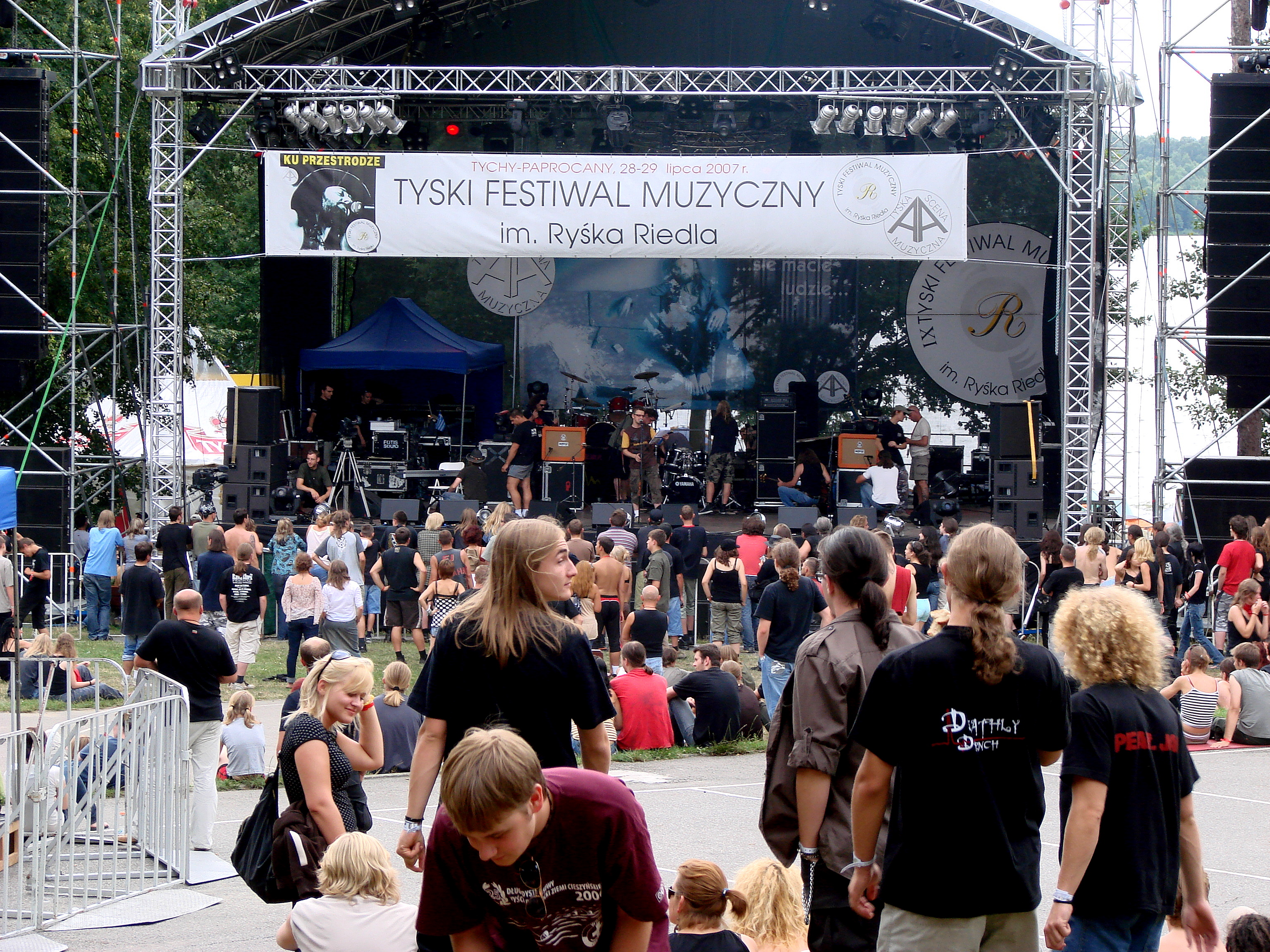
Festiwal Ryśka

## Festiwale

### I Tyski Festiwal Muzyczny im. Ryśka Riedla
Pierwszy festiwal odbył się w dniach 29–30 lipca 1999 roku.
Pierwszego dnia odbył się konkurs, w którym udział wzięło 10 zespołów
- Wolna Grupa Korek (Tarnowskie Góry)
- Feedback (Tychy)
- Amalgamat (Gliwice)
- Kompromis (Tychy)
- Aslan (Jaworzno)
- Cegła (Zabrze)
- Drzewo (Dąbrowa Górnicza)
- Strange Days (Tychy)
- Remont (Tychy)

Laureaci
- konkurs wygrał zespół Cegła
- drugie miejsce przypadło Wolnej Grupie Korek
- trzecie miejsce zajęła grupa Kompromis
- wyróżnienie otrzymała grupa Remont

Drugiego dnia zagrał zespół Dżem

### II Tyski Festiwal Muzyczny im. Ryśka Riedla
Drugi festiwal odbył się w dniach 29–30 lipca 2000 roku.
Pierwszego dnia w konkursie zespołów amatorskich zwyciężyli
- konkurs wygrał zespół Riders z Wałbrzycha.
- drugie miejsce zdobył Kompromis z Tychów.
- trzecie miejsce zajęła grupa Łagiewniki Blues.
- wyróżnienie otrzymała grupa Inside Out

Warto dodać, że w skład jury weszli:
- Robert Dragon z gazety „Echo”
- Wojciech Zamorski z TVP Katowice
- Andrzej „e-moll” Kowalczyk
- Krzysztof Jaryczewski
- Marek Piekarczyk
- Sebastian Riedel
- Jacek Kseń
- Łukasz Drożdż

Po zmaganiach konkursowych wystąpił zespół Cree oraz Edyta Bartosiewicz
Drugiego dnia zagrali
- grupa Remont
- grupa Inside Out
- trio: Andrzej „e-moll” Kowalczyk, Krzysztof Jaryczewski i Marek Piekarczyk
- zespół Cegła
- Dżem

### III Tyski Festiwal Muzyczny im. Ryśka Riedla
Festiwal odbył się w dniach 28–29 lipca 2001 roku.
W pierwszym dniu w konkursie zespołów udział wzięli
- Normalsi (Łódź)
- The Roods (Kraków)
- SNOB (Tychy)
- Maj (Rzeszów)
- Fatal Tragedy (Brzesko)
- Gambit (Katowice)
- The Stage (Będzin)
- Mofoplan (Mysłowice)
- Kaiser Walzer (Tychy)
- Black & The River (Kobiór)

Laureaci
- zwyciężył zespół Kaiser Walzer
- drugie miejsce zajęli Normalsi
- trzecie miejsce wywalczyła grupa Mofoplan

Koncerty
- Cree
- „Wszystko w sobie masz” koncert, podczas którego wystąpili: John Porter Band, Marek Piekarczyk & Przyjaciele, Projekt Oddział Otwarty – Krzysztof Jaryczewski, Jarosław Wajk.

Drugiego dnia wystąpili laureaci konkursu:
- Mofoplan
- Normalsi
- Kaiser Walzer

A po nich zagrali
- Riders
- Dżem

### IV Tyski Festiwal Muzyczny im. Ryśka Riedla
Festiwal odbył się w dniach 27–28 lipca 2002 roku.
Pierwszego dnia w konkursie wystartowało 10 zespołów
- Cocktail (Tychy)
- Karuzella (Łódź)
- The Twisters (Węgliniec)
- J.J. Band (Jelenia Góra)
- So (Bytom)
- Projekt (Rawa Mazowiecka)
- Patchwork(Wodzisław Śląski)
- Liga Dusz (Oświęcim)
- Es Flores (Kraków)
- Łagiewniki Blues (Bytom)

Laureaci
- pierwsze miejsce wywalczyli J.J.Band
- drugie miejsce zajęła grupa Patchwork
- trzecie miejsce zajął zespół Projekt

Koncerty
- Jury Gra – Marek Piekarczyk, Janek Kyks Skrzek, Józef Skrzek wraz z Sebastianem Riedlem
- Cree
- O.N.A.

Drugiego dnia oprócz laureatów konkursu zagrali
- Kaiser Walzer
- Jacek Dewódzki i 230V
- Jurek Styczyński i Anika
- Raiders
- Dżem

### V Tyski Festiwal Muzyczny im. Ryśka Riedla
Festiwal odbył się w dniach 26–27 lipca 2003 roku.
Pierwszego dnia w konkursie udział wzięło 10 zespołów
- Rażeni Piorunem (Częstochowa)
- Atest (Sosnowiec)
- Insekt (Tychy)
- Ścigani. scigani.art.pl. [zarchiwizowane z tego adresu (2007-07-04)]. (Ruda Śląska)
- Patchwork (Rybnik)
- Mojo Blues (Mińsk-Białoruś)
- Seven B (Kraków)
- Onyx (Boguszów-Gorce)
- Iron Kid Band (Oberhausen-Niemcy)
- Auto Da Fe (Warszawa)

Laureaci
- pierwsze miejsce Mojo Blues
- drugie miejsce Rażeni Piorunem
- trzecie miejsce Ścigani (Ruda Śląska)

Po konkursie wystąpili
- Wojteklich z zespołem
- Hokus
- Gang Olsena
- TSA
- Cree

Drugiego dnia zagrali jak zawsze laureaci konkursu a także
- J.J.Band
- Nocna Zmiana Bluesa
- Riders
- Perfect
- Dżem

### VI Tyski Festiwal Muzyczny im. Ryśka Riedla
Festiwal odobył się na przełomie lipca i sierpnia: 30 lipca 1 sierpnia 2004 roku.
Pierwszego dnia w konkursie udział wzięli
- Twoje Manitou (Bielsko-Biała)
- Teenage Beat (Ruda Śląska)
- Higway (Zabrze)
- Kropla Życia (Gorlice)
- Pan Czasu (Częstochowa)
- Janusz Żywiec Band (Bytom)
- No Profit (Wrocław)
- Ratatam (Rzeszów)
- Ścigani. scigani.art.pl. [zarchiwizowane z tego adresu (2007-07-04)]. (Ruda Śląska)

Laureaci
- pierwsze miejsce Teenage Beat
- drugie miejsce No Profit
- trzecie miejsce Ścigani (Ruda Śląska)

Po występach konkursowych zagrali
- Adder
- El Secatorre
- Voo Voo
- Oddział Zamknięty
- TSA

Drugiego dnia jak zawsze wystąpili laureaci, a po nich zagrali
- Mojo Blues
- Free Blues Band
- Revolucja z Jackiem Dewódzkim
- Harlem
- Raiders
- Cree
- Dżem

### VII Tyski Festiwal Muzyczny im. Ryśka Riedla
Festiwal odbył się w dniach 30–31 lipca 2005 roku.
W konkursie udział wzięli
- The Twisters (Osiecznica)
- The Town (Żyrardów)
- No Profit (Wrocław)
- Looz Blues (Przygodzice)
- Styropian Blues (Bielsko-Biała)
- Def Leper (Biskupice)
- Neurotic Underground (Duisburg-Niemcy)
- Pink Elephant (Wrocław)
- Ścigani (Ruda Śląska)
- Rockomotive (Dąbrowa Górnicza)

Laureaci
- pierwsze miejsce Rockomotive – Dąbrowa Górnicza
- drugie miejsce Ścigani – Ruda Śląska
- trzecie miejsce Pink Elephant – Wrocław

Po zmaganiach zespołów startujących w konkursie zagrali
- El Secatorre
- TSA
- Hey
- Myslovitz

Drugiego dnia zagrali jak zawsze laureaci a także
- Teenage Beat
- Riders
- Voo Voo
- Harlem
- Cree
- Dżem

Po koncercie miała miejsce plenerowa prapremiera filmu Jana Kidawy-Błońskiego
„Skazany na bluesa”.

### VIII Tyski Festiwal Muzyczny im. Ryśka Riedla
Festiwal odbył się w dniach 29–30 lipca 2006 roku.
W konkursie udział wzięli
- Heartsgarrage (Bytom)
- Korek (Świerklaniec)
- The Lebeers (Rybnik)
- Ości (Tychy)
- Liść (Tychy)
- Devil Blues (Białystok)
- Las Vegas Parano (Kalwaria Zebrzydowska)

Laureaci
- pierwsze miejsce Devil Blues
- drugie miejsce Ości
- trzecie miejsce Liść

W składzie konkursowego jury znaleźli się
- Jacek Kseń – honorowy Przewodniczący
- Andrzej „e-moll” Kowalczyk – Dyrektor Konkursu Festiwalowego
- Janusz Rosikowski
- Sebastian Riedel
- Marek Wiernik
- Jan Chojnacki

Po konkursowych emocjach na scenie zagrali
- Tymon Tymański i Tranzystors
- Ptaky
- Coma
- Perfect
- Taj Mahal Band

Drugiego dnia na wystąpili
- laureaci VIII konkursu
- Rockomotive
- Paradox!
- Obstawa Prezydenta
- Riders
- Hey
- Cree
- Dżem

### IX Tyski Festiwal Muzyczny im. Ryśka Riedla
Festiwal odbył się w dniach 28–29 lipca 2007.
Pierwszego dnia wystąpili
- Tortilla
- Vintage
- Zemollem
- John „Brodway” Tucker Band & Leszek Cichoński
- TSA

Drugiego dnia wystąpili
- laureaci IX konkursu
- Devil Blues
- Normalsi
- Harlem
- Kasa Chorych
- Cree
- Dżem

### X Tyski Festiwal Muzyczny im. Ryśka Riedla
Festiwal odbył się w dniach 26–27 lipca 2008.
W pierwszym dniu wystąpili
- zespoły konkursowe
- Kulisz Trio
- Sztywny Pal Azji
- TSA
- Doyle Bramhall II & his band
- Cree

W drugim dniu wystąpili
- laureaci X konkursu
- Bracia i Siostry (zwycięzca IX festiwalu)
- Bartek Woźniak z Red Light District (laureat festiwalu „Solo Życia” z 2007 r.)
- El Secatorre
- Gang Olsena
- Ten Years After
- Dżem

### XI Festiwal Muzyczny im. Ryśka Riedla
Festiwal odbył się w dniach 24–25 lipca 2009 w Chorzowie na terenie Pól Marsowych w WPKiW.
Pierwszego dnia wystąpili
- zespoły konkursowe
- Niespodzianka (Występ koncertowego jury )
- Voo Voo
- Ray Wilson & Stiltskin
- Perfect
- Cree

Drugiego dnia wystąpili
- laureaci konkursu dnia poprzedniego
- Marcin Kasperczyk z zespołem
- Leszek Faliński band
- Śląska Grupa Bluesowa
- Kasa Chorych
- Krzak
- SBB
- Dżem

Laureatem pierwszej nagrody konkursu został zespół KFM z Kobióra.

### XII Festiwal Muzyczny im. Ryśka Riedla
Festiwal odbył się w dniach 30–31 lipca 2010 w Chorzowie na terenie Pól Marsowych w WPKiW.
Pierwszego dnia wystąpili
- zespoły konkursowe
- Fat Belly Family – zwycięzca Festiwalu z 2008
- Tipsy Drivers i Grzegorz Kuks
- Marek Piekarczyk projekt „Źródło”
- Hey
- Cree

Drugiego dnia wystąpili
- laureaci dnia poprzedniego
- Bartosz Pawlik (laureat festiwalu „Solo Życia” z 2009)
- KFM – laureat XI Festiwalu
- Zemollem
- Sławek Wierzcholski I Nocna Zmiana Bluesa
- Martyna Jakubowicz
- T.Love
- Dżem

Laureatem pierwszej nagrody konkursu został zespół The Moongang z Gdyni

### XIII Festiwal Muzyczny im. Ryśka Riedla
Festiwal odbył się w dniach 28–31 lipca 2011 w Chorzowie na terenie Pól Marsowych w WPKiW.
Pierwszego dnia wystąpili
- zespoły konkursowe
- Delhy Seed
- Redakcja
- Vintage
- TSA
- Cree (gospodarz I dnia)

Drugiego dnia wystąpili
- laureaci konkursu dnia poprzedniego
- Mateusz Owczarek (laureat festiwalu „Solo Życia” z 2010)
- The Moongang – laureat XII Festiwalu
- Normalsi
- Ścigani
- Adam Kulisz Trio i goście
- Sztywny Pal Azji
- gospodarz drugiego dnia Dżem

Laureaci konkursu:
Zwycięzcą konkursu młodych kapel został zespół Ghetto z Kutna. Drugie miejsce zajął zespół GifLof z Tychów, a trzecie – Freax z Mierzęcic.

### XIV Festiwal Muzyczny im. Ryśka Riedla
Festiwal odbył się w dniach 28–29 lipca 2012 w Chorzowie na terenie Pól Marsowych w Wojewódzkiego Parku Kultury i Wypoczynku WPKiW.
Pierwszego dnia wystąpili
- zespoły konkursowe
- Adam Palma
- AROUND THE BLUES
- Andrzej Urny & kompany
- Zdrowa Woda
- Leszek Cichoński
- Cree (gospodarz I dnia)

Drugiego dnia wystąpili
- laureaci konkursu dnia poprzedniego
- Cztery Szmery
- Ghetto – laureat XIII Festiwalu
- Harlem
- Cedric Burnside Project
- Dżem gospodarz II dnia

Laureaci konkursu:
I Miejsce – L’Orange Electrique (Kraków)
II Miejsce – 20 Mil od Miasta (Warszawa)
III Miejsce – Cheap Tobacco (Kraków)

### XV Festiwal Muzyczny im. Ryśka Riedla
Festiwal odbył się w dniach 28–29 lipca 2013 w Chorzowie na terenie Pól Marsowych w WPKiW.
Pierwszego dnia wystąpili
- zespoły konkursowe
- Jacek Dewódzki & Revolucja
- Śląska Grupa Bluesowa
- TSA
- Adam Palma
- Dżem (gospodarz I dnia w związku z występem na festiwalu w Mrągowie)
- Cree (gospodarz I dnia w związku z występem na festiwalu w Mrągowie)

Drugiego dnia wystąpili
- laureaci konkursu dnia poprzedniego
- Inside
- Łukasz Kurpiewski (laureat festiwalu „Solo Życia” z 2012)
- L’Orange Electrique – laureat XIV Festiwalu
- Redakcja
- Ścigani
- pARTyzant
- Zemollem
- Riders
- Perfect

Laureatem pierwszej nagrody konkursu został zespół Sold My Soul z Opola. Drugie miejsce zajęła grupa Sheep z Osowca, a trzecie Root Rockets z Andrychowa.